# NGC 7254
NGC 7254 (ook: NGC 7256) is een balkspiraalstelsel in het sterrenbeeld Waterman. Het hemelobject werd op 27 september 1864 ontdekt door de Duitse astronoom Albert Marth. Het werd in 1886 herontdekt door Frank Muller.

## Synoniemen
- ESO 602-13
- KAZ 537
- IRAS 22198-2159
- PGC 68686